# Rhynchina bettoni
Rhynchina bettoni är en fjärilsart som beskrevs av Edward P. Wiltshire 1982. Rhynchina bettoni ingår i släktet Rhynchina och familjen nattflyn. Inga underarter finns listade.